# Dangerously in Love Tour
Dangerously in Love Tour – pierwsza solowa trasa koncertowa amerykańskiej piosenkarki rhythm and bluesowej Beyoncé Knowles, promująca album Dangerously in Love. Odbyła się w listopadzie 2003 roku i objęła wyłącznie trzy kraje europejskie.
Scena koncertowa była klasyczna i składała się z dużego ekranu LED, na którym wyświetlały się obrazki Knowles i jej tancerzy, fragmenty wideoklipów oraz materiał przygotowany z myślą o trasie, zawierający efekty specjalne. Poza tym scena składa się z małych schodów oraz dwóch platform.
Lista utworów składała się nie tylko z utworów z Dangerously in Love, ale zawierała specjalny segment poświęcony Destiny’s Child. Podczas koncertów Beyoncé wykonywała również piosenki z filmu ze swoim udziałem Wojna pokus („Fever” i „Summertime”).
Jednym z najbardziej charakterystycznych momentów koncertów było wejście Knowles w momencie rozpoczęcia występu. Była opuszczana na scenę do góry nogami, śpiewając jednocześnie „Baby Boy”.

## Lista utworów
1. „Baby Boy”
2. „Naughty Girl”
3. „Fever”
4. „Hip Hop Star”
5. „Yes”
6. „Work It Out”
7. „Gift from Virgo”
8. „Be with You”
9. „Speechless”
10. Destiny’s Child Medley:
  1. „Bug a Boo”
  2. „No, No, No Part 2”
  3. „Bootylicious”
  4. „Jumpin’, Jumpin’”
  5. „Say My Name”
  6. „Independent Women Part I”
  7. „’03 Bonnie & Clyde”
  8. „Survivor”
11. „Me, Myself and I”
12. „Summertime”
13. „Dangerously in Love 2”
14. „Crazy in Love”

## Daty koncertów
| Data              | Miasto     | Kraj            | Obiekt                        |
| ----------------- | ---------- | --------------- | ----------------------------- |
| 3 listopada 2003  | Manchester | Wielka Brytania | Manchester Evening News Arena |
| 7 listopada 2003  | Sheffield  | Wielka Brytania | Sheffield Arena               |
| 9 listopada 2003  | Newcastle  | Wielka Brytania | Metro Radio Arena             |
| 10 listopada 2003 | Londyn     | Wielka Brytania | Wembley Arena                 |
| 11 listopada 2003 | Londyn     | Wielka Brytania | Wembley Arena                 |
| 13 listopada 2003 | Birmingham | Wielka Brytania | National Exhibition Centre    |
| 14 listopada 2003 | Belfast    | Wielka Brytania | Odyssey Arena                 |
| 15 listopada 2003 | Dublin     | Irlandia        | The Point                     |
| 19 listopada 2003 | Amsterdam  | Holandia        | Heineken Music Hall           |

## DVD
10 listopada 2003 roku Beyoncé zagrała koncert w londyńskiej Wembley Arena. W kwietniu 2004 roku zapis występu wydany został na CD/DVD, które rozeszło się w Stanach Zjednoczonych w 264.000 kopii i pokryło podwójną platyną.